# 灰白葶苈
灰白葶苈（学名：Draba incana），为十字花科葶苈属下的一个种。

## 扩展阅读
維基物種上的相關：灰白葶苈